# 1. ŽNL Vukovarsko-srijemska 2014./15.
Prvenstvo je osvojila NK Šokadija Babina Greda i izborila play-off za Međužupanijsku nogometnu ligu Slavonije i Baranje, gdje je u dvomeču s osvajačem 1. ŽNL Osječko-baranjske županije, NK Mursa-Zanatlija Osijek izborila promociju.
Zbog ukidanja Međužupanijske lige Osijek – Vinkovci i prebacivanja 6 klubova u 1. ŽNL Vukovarsko-srijemsku, ove sezone je u 2. ŽNL Vukovarsko-srijemsku ispalo 7 klubova: NK Sloga Novi Mikanovci, NK Frankopan Rokovci-Andrijaševci, NK Mladost Privlaka, NK Budućnost Šiškovci, NK Sladorana Županja, NK Hrvatski sokol Mirkovci i NK RAŠK Rajevo Selo.

## Tablica
| Mj. | Klub                              | Sus. | Pobj. | Nerj. | Por. | GR.    | Bod. |
| --- | --------------------------------- | ---- | ----- | ----- | ---- | ------ | ---- |
| 1.  | NK Šokadija Babina Greda          | 26   | 17    | 5     | 4    | 66:25  | 56   |
| 2.  | NK HAŠK Sokol Stari Jankovci      | 26   | 17    | 4     | 5    | 68:29  | 55   |
| 3.  | NK Tomislav Cerna                 | 26   | 17    | 2     | 7    | 84:35  | 53   |
| 4.  | NK Vidor Matijević Srijemske Laze | 26   | 16    | 3     | 7    | 59:28  | 51   |
| 5.  | NK Slavonac Gradište              | 26   | 16    | 2     | 8    | 47:31  | 50   |
| 6.  | NK Dilj Vinkovci                  | 26   | 15    | 3     | 8    | 53:30  | 48   |
| 7.  | HNK Radnički Vukovar              | 26   | 14    | 3     | 9    | 62:41  | 45   |
| 8.  | NK Sloga Novi Mikanovci           | 26   | 11    | 7     | 8    | 48:43  | 40   |
| 9.  | NK Frankopan Rokovci-Andrijaševci | 26   | 11    | 6     | 9    | 50:33  | 39   |
| 10. | NK Mladost Privlaka               | 26   | 7     | 4     | 15   | 40:57  | 25   |
| 11. | NK Budućnost Šiškovci             | 26   | 7     | 4     | 15   | 36:58  | 25   |
| 12. | NK Sladorana Županja              | 26   | 4     | 5     | 17   | 44:59  | 17   |
| 13. | NK Hrvatski sokol Mirkovci        | 26   | 2     | 2     | 22   | 19:109 | 8    |
| 14. | NK RAŠK Rajevo Selo               | 26   | 2     | 2     | 22   | 26:124 | 8    |

## Rezultati
| NK Tomislav Cerna - NK Frankopan Rokovci-Andrijaševci 4:2 NK Mladost Privlaka - NK Sladorana Županja 1:0 NK Slavonac Gradište - NK Hrvatski sokol Mirkovci 4:2 NK Vidor Matijević Srijemske Laze - NK Dilj Vinkovci 1:0 NK Šokadija Babina Greda - HNK Radnički Vukovar 1:2 NK RAŠK Rajevo Selo - NK Sloga Novi Mikanovci 1:2 NK HAŠK Sokol Stari Jankovci - NK Budućnost Šiškovci 2:2 | NK HAŠK Sokol Stari Jankovci - NK RAŠK Rajevo Selo 5:0 NK Sloga Novi Mikanovci - NK Šokadija Babina Greda 3:3 HNK Radnički Vukovar - NK Vidor Matijević Srijemske Laze 0:1 NK Dilj Vinkovci - NK Slavonac Gradište 1:2 NK Hrvatski sokol Mirkovci - NK Mladost Privlaka 0:2 NK Sladorana Županja - NK Tomislav Cerna 3:5 NK Budućnost Šiškovci - NK Frankopan Rokovci-Andrijaševci 3:1  | NK Šokadija Babina Greda - NK HAŠK Sokol Stari Jankovci 1:4 NK Vidor Matijević Srijemske Laze - NK Sloga Novi Mikanovci 3:0 NK Slavonac Gradište - HNK Radnički Vukovar 3:1 NK Mladost Privlaka - NK Dilj Vinkovci 4:0 NK Tomislav Cerna - NK Hrvatski sokol Mirkovci 9:1 NK Frankopan Rokovci-Andrijaševci - NK Sladorana Županja 2:0 NK RAŠK Rajevo Selo - NK Budućnost Šiškovci 4:1 |
| NK HAŠK Sokol Stari Jankovci - NK Vidor Matijević Srijemske Laze 4:0 NK RAŠK Rajevo Selo - NK Šokadija Babina Greda 1:7 NK Sloga Novi Mikanovci - NK Slavonac Gradište 3:0 HNK Radnički Vukovar - NK Mladost Privlaka 1:0 NK Dilj Vinkovci - NK Tomislav Cerna 3:2 NK Hrvatski sokol Mirkovci - NK Frankopan Rokovci-Andrijaševci 1:2 NK Budućnost Šiškovci - NK Sladorana Županja 3:4 | NK Slavonac Gradište - NK HAŠK Sokol Stari Jankovci 2:1 NK Vidor Matijević Srijemske Laze - NK RAŠK Rajevo Selo 5:0 NK Mladost Privlaka - NK Sloga Novi Mikanovci 0:1 NK Tomislav Cerna - HNK Radnički Vukovar 3:0 NK Frankopan Rokovci-Andrijaševci - NK Dilj Vinkovci 2:1 NK Sladorana Županja - NK Hrvatski sokol Mirkovci 11:1 NK Šokadija Babina Greda - NK Budućnost Šiškovci 2:1 | NK HAŠK Sokol Stari Jankovci - NK Mladost Privlaka 4:1 NK RAŠK Rajevo Selo - NK Slavonac Gradište 0:1 NK Šokadija Babina Greda - NK Vidor Matijević Srijemske Laze 3:0 NK Sloga Novi Mikanovci - NK Tomislav Cerna 2:2 HNK Radnički Vukovar - NK Frankopan Rokovci-Andrijaševci 3:1 NK Dilj Vinkovci - NK Sladorana Županja 2:1 NK Budućnost Šiškovci - NK Hrvatski sokol Mirkovci 4:1 |
| NK Tomislav Cerna - NK HAŠK Sokol Stari Jankovci 3:1 NK Mladost Privlaka - NK RAŠK Rajevo Selo 9:1 NK Slavonac Gradište - NK Šokadija Babina Greda 0:2 NK Frankopan Rokovci-Andrijaševci - NK Sloga Novi Mikanovci 0:1 NK Sladorana Županja - HNK Radnički Vukovar 0:1 NK Hrvatski sokol Mirkovci - NK Dilj Vinkovci 0:4 NK Vidor Matijević Srijemske Laze - NK Budućnost Šiškovci 5:0 | NK HAŠK Sokol Stari Jankovci - NK Frankopan Rokovci-Andrijaševci 2:1 NK RAŠK Rajevo Selo - NK Tomislav Cerna 1:5 NK Šokadija Babina Greda - NK Mladost Privlaka 7:3 NK Vidor Matijević Srijemske Laze - NK Slavonac Gradište 0:1 NK Sloga Novi Mikanovci - NK Sladorana Županja 3:2 HNK Radnički Vukovar - NK Hrvatski sokol Mirkovci 7:0 NK Budućnost Šiškovci - NK Dilj Vinkovci 0:2  | NK Sladorana Županja - NK HAŠK Sokol Stari Jankovci 3:3 NK Frankopan Rokovci-Andrijaševci - NK RAŠK Rajevo Selo 5:0 NK Tomislav Cerna - NK Šokadija Babina Greda 2:0 NK Mladost Privlaka - NK Vidor Matijević Srijemske Laze 0:3 NK Hrvatski sokol Mirkovci - NK Sloga Novi Mikanovci 2:2 NK Dilj Vinkovci - HNK Radnički Vukovar 2:2 NK Slavonac Gradište - NK Budućnost Šiškovci 2:0 |
| NK HAŠK Sokol Stari Jankovci - NK Hrvatski sokol Mirkovci 2:1 NK RAŠK Rajevo Selo - NK Sladorana Županja 3:3 NK Šokadija Babina Greda - NK Frankopan Rokovci-Andrijaševci 3:2 NK Vidor Matijević Srijemske Laze - NK Tomislav Cerna 3:1 NK Slavonac Gradište - NK Mladost Privlaka 4:1 NK Sloga Novi Mikanovci - NK Dilj Vinkovci 3:2 NK Budućnost Šiškovci - HNK Radnički Vukovar 2:4 | NK Dilj Vinkovci - NK HAŠK Sokol Stari Jankovci 2:1 NK Hrvatski sokol Mirkovci - NK RAŠK Rajevo Selo 2:1 NK Sladorana Županja - NK Šokadija Babina Greda 2:3 NK Frankopan Rokovci-Andrijaševci - NK Vidor Matijević Srijemske Laze 1:1 NK Tomislav Cerna - NK Slavonac Gradište 2:1 HNK Radnički Vukovar - NK Sloga Novi Mikanovci 3:0 NK Mladost Privlaka - NK Budućnost Šiškovci 0:1  | NK HAŠK Sokol Stari Jankovci - HNK Radnički Vukovar 4:2 NK RAŠK Rajevo Selo - NK Dilj Vinkovci 2:5 NK Šokadija Babina Greda - NK Hrvatski sokol Mirkovci 3:0 NK Vidor Matijević Srijemske Laze - NK Sladorana Županja 5:0 NK Slavonac Gradište - NK Frankopan Rokovci-Andrijaševci 2:2 NK Mladost Privlaka - NK Tomislav Cerna 1:2 NK Budućnost Šiškovci - NK Sloga Novi Mikanovci 3:2 |
| NK Sloga Novi Mikanovci - NK HAŠK Sokol Stari Jankovci 1:0 HNK Radnički Vukovar - NK RAŠK Rajevo Selo 7:0 NK Dilj Vinkovci - NK Šokadija Babina Greda 1:0 NK Hrvatski sokol Mirkovci - NK Vidor Matijević Srijemske Laze 1:2 NK Sladorana Županja - NK Slavonac Gradište 0:2 NK Frankopan Rokovci-Andrijaševci - NK Mladost Privlaka 4:1 NK Tomislav Cerna - NK Budućnost Šiškovci 2:1 | NK Frankopan Rokovci-Andrijaševci - NK Tomislav Cerna 0:0 NK Sladorana Županja - NK Mladost Privlaka 0:1 NK Hrvatski sokol Mirkovci - NK Slavonac Gradište 1:3 NK Dilj Vinkovci - NK Vidor Matijević Srijemske Laze 3:1 HNK Radnički Vukovar - NK Šokadija Babina Greda 0:0 NK Sloga Novi Mikanovci - NK RAŠK Rajevo Selo 9:1 NK Budućnost Šiškovci - NK HAŠK Sokol Stari Jankovci 0:2  | NK RAŠK Rajevo Selo - NK HAŠK Sokol Stari Jankovci 1:6 NK Šokadija Babina Greda - NK Sloga Novi Mikanovci 0:0 NK Vidor Matijević Srijemske Laze - HNK Radnički Vukovar 4:1 NK Slavonac Gradište - NK Dilj Vinkovci 2:0 NK Mladost Privlaka - NK Hrvatski sokol Mirkovci 7:0 NK Tomislav Cerna - NK Sladorana Županja 4:1 NK Frankopan Rokovci-Andrijaševci - NK Budućnost Šiškovci 2:0 |
| NK HAŠK Sokol Stari Jankovci - NK Šokadija Babina Greda 0:0 NK Sloga Novi Mikanovci - NK Vidor Matijević Srijemske Laze 1:3 HNK Radnički Vukovar - NK Slavonac Gradište 2:1 NK Dilj Vinkovci - NK Mladost Privlaka 0:0 NK Hrvatski sokol Mirkovci - NK Tomislav Cerna 0:7 NK Sladorana Županja - NK Frankopan Rokovci-Andrijaševci 1:1 NK Budućnost Šiškovci - NK RAŠK Rajevo Selo 2:0 | NK Vidor Matijević Srijemske Laze - NK HAŠK Sokol Stari Jankovci 1:1 NK Šokadija Babina Greda - NK RAŠK Rajevo Selo 9:0 NK Slavonac Gradište - NK Sloga Novi Mikanovci 1:0 NK Mladost Privlaka - HNK Radnički Vukovar 4:1 NK Tomislav Cerna - NK Dilj Vinkovci 1:2 NK Frankopan Rokovci-Andrijaševci - NK Hrvatski sokol Mirkovci 5:0 NK Sladorana Županja - NK Budućnost Šiškovci 2:2  | NK HAŠK Sokol Stari Jankovci - NK Slavonac Gradište 3:1 NK RAŠK Rajevo Selo - NK Vidor Matijević Srijemske Laze 0:5 NK Sloga Novi Mikanovci - NK Mladost Privlaka 0:0 HNK Radnički Vukovar - NK Tomislav Cerna 5:3 NK Dilj Vinkovci - NK Frankopan Rokovci-Andrijaševci 2:2 NK Hrvatski sokol Mirkovci - NK Sladorana Županja 1:0 NK Budućnost Šiškovci - NK Šokadija Babina Greda 1:4 |
| NK Mladost Privlaka - NK HAŠK Sokol Stari Jankovci 0:5 NK Slavonac Gradište - NK RAŠK Rajevo Selo 8:0 NK Vidor Matijević Srijemske Laze - NK Šokadija Babina Greda 1:1 NK Tomislav Cerna - NK Sloga Novi Mikanovci 4:0 NK Frankopan Rokovci-Andrijaševci - HNK Radnički Vukovar 2:0 NK Sladorana Županja - NK Dilj Vinkovci 0:4 NK Hrvatski sokol Mirkovci - NK Budućnost Šiškovci 2:2 | NK HAŠK Sokol Stari Jankovci - NK Tomislav Cerna 2:1 NK RAŠK Rajevo Selo - NK Mladost Privlaka 2:2 NK Šokadija Babina Greda - NK Slavonac Gradište 2:0 NK Sloga Novi Mikanovci - NK Frankopan Rokovci-Andrijaševci 2:2 HNK Radnički Vukovar - NK Sladorana Županja 3:1 NK Dilj Vinkovci - NK Hrvatski sokol Mirkovci 2:0 NK Budućnost Šiškovci - NK Vidor Matijević Srijemske Laze 1:3  | NK Frankopan Rokovci-Andrijaševci - NK HAŠK Sokol Stari Jankovci 0:2 NK Tomislav Cerna - NK RAŠK Rajevo Selo 7:1 NK Mladost Privlaka - NK Šokadija Babina Greda 1:2 NK Slavonac Gradište - NK Vidor Matijević Srijemske Laze 3:0 NK Sladorana Županja - NK Sloga Novi Mikanovci 1:1 NK Hrvatski sokol Mirkovci - HNK Radnički Vukovar 0:8 NK Dilj Vinkovci - NK Budućnost Šiškovci 5:0 |
| NK HAŠK Sokol Stari Jankovci - NK Sladorana Županja 4:1 NK RAŠK Rajevo Selo - NK Frankopan Rokovci-Andrijaševci 1:3 NK Šokadija Babina Greda - NK Tomislav Cerna 3:0 NK Vidor Matijević Srijemske Laze - NK Mladost Privlaka 5:0 NK Sloga Novi Mikanovci - NK Hrvatski sokol Mirkovci 6:1 HNK Radnički Vukovar - NK Dilj Vinkovci 1:3 NK Budućnost Šiškovci - NK Slavonac Gradište 1:2 | NK Hrvatski sokol Mirkovci - NK HAŠK Sokol Stari Jankovci 0:3 NK Sladorana Županja - NK RAŠK Rajevo Selo 6:1 NK Frankopan Rokovci-Andrijaševci - NK Šokadija Babina Greda 1:2 NK Tomislav Cerna - NK Vidor Matijević Srijemske Laze 4:0 NK Mladost Privlaka - NK Slavonac Gradište 1:1 NK Dilj Vinkovci - NK Sloga Novi Mikanovci 2:0 HNK Radnički Vukovar - NK Budućnost Šiškovci 1:1  | NK HAŠK Sokol Stari Jankovci - NK Dilj Vinkovci 1:0 NK RAŠK Rajevo Selo - NK Hrvatski sokol Mirkovci 3:2 NK Šokadija Babina Greda - NK Sladorana Županja 2:0 NK Vidor Matijević Srijemske Laze - NK Frankopan Rokovci-Andrijaševci 1:0 NK Slavonac Gradište - NK Tomislav Cerna 0:3 NK Sloga Novi Mikanovci - HNK Radnički Vukovar 2:1 NK Budućnost Šiškovci - NK Mladost Privlaka 2:1 |
| HNK Radnički Vukovar - NK HAŠK Sokol Stari Jankovci 3:1 NK Dilj Vinkovci - NK RAŠK Rajevo Selo 5:0 NK Hrvatski sokol Mirkovci - NK Šokadija Babina Greda 0:4 NK Sladorana Županja - NK Vidor Matijević Srijemske Laze 2:0 NK Frankopan Rokovci-Andrijaševci - NK Slavonac Gradište 3:0 NK Tomislav Cerna - NK Mladost Privlaka 7:0 NK Sloga Novi Mikanovci - NK Budućnost Šiškovci 2:1 | NK HAŠK Sokol Stari Jankovci - NK Sloga Novi Mikanovci 5:2 NK RAŠK Rajevo Selo - HNK Radnički Vukovar 2:3 NK Šokadija Babina Greda - NK Dilj Vinkovci 2:0 NK Vidor Matijević Srijemske Laze - NK Hrvatski sokol Mirkovci 6:0 NK Slavonac Gradište - NK Sladorana Županja 1:0 NK Mladost Privlaka - NK Frankopan Rokovci-Andrijaševci 0:4 NK Budućnost Šiškovci - NK Tomislav Cerna 2:1  | |

## Play-off za Međužupanijsku ligu Slavonije i Baranje
NK Mursa-Zanatlija Osijek – NK Šokadija Babina Greda 1:1 

NK Šokadija Babina Greda - NK Mursa-Zanatlija Osijek 1:0
U viši rang se plasirala NK Šokadija Babina Greda.